# Lemon Tree
Lemon Tree är en sång av den tyska popgruppen Fool's Garden, från albumet Dish of the Day 1995, ej att förväxla med Will Holts sång från 1950-talet. 
På singellistorna nådde den framgång enligt följande,
26:e plats som bäst i Storbritannien. 
I Tyskland låg den på första plats i flera veckor 1995. 
Singeln blev etta i Republiken Irland.
På Trackslistan i Sverige blev Lemon Tree den näst största hitlåten 1996. 

## Coverversioner
- Dustin the Turkey spelade in en parodi på sången som hette "Christmas Tree".[1]

En version på Smurfhits 2 från 1997 hette "Grubbelsmurfen"

## Listplaceringar
| Lista (1995-1997)   | Topplacering |
| ------------------- | ------------ |
| Australien          | 31           |
| Belgien (Flandern)  | 2            |
| Belgien (Vallonien) | 2            |
| Finland             | 11           |
| Frankrike           | 3            |
| Nederländerna       | 12           |
| Norge               | 1            |
| Nya Zeeland         | 14           |
| Schweiz             | 2            |
| Storbritannien      | 26           |
| Sverige             | 1            |
| Tyskland            | 1            |
| Österrike           | 1            |

### Fotnoter
1. ↑  "Dustin - 20 Years A Pluckin' Out Now On DVD" Arkiverad 30 juli 2017 hämtat från the Wayback Machine..
2. ↑  ”Listplacering”. http://australian-charts.com/showitem.asp?interpret=Fool%27s+Garden&titel=Lemon+Tree&cat=s. Läst 4 juli 2011.
3. ↑  ”Listplacering”. http://www.ultratop.be/nl/showitem.asp?interpret=Fool%27s+Garden&titel=Lemon+Tree&cat=s. Läst 4 juli 2011.
4. ↑  ”Listplacering”. http://www.ultratop.be/fr/showitem.asp?interpret=Fool%27s+Garden&titel=Lemon+Tree&cat=s. Läst 4 juli 2011.
5. ↑  ”Listplacering”. http://finnishcharts.com/showitem.asp?interpret=Fool%27s+Garden&titel=Lemon+Tree&cat=s. Läst 4 juli 2011.
6. ↑  ”Listplacering”. http://lescharts.com/showitem.asp?interpret=Fool%27s+Garden&titel=Lemon+Tree&cat=s. Läst 4 juli 2011.
7. ↑  ”Listplacering”. http://dutchcharts.nl/showitem.asp?interpret=Fool%27s+Garden&titel=Lemon+Tree&cat=s. Läst 4 juli 2011.
8. ↑  ”Listplacering”. http://norwegiancharts.com/showitem.asp?interpret=Fool%27s+Garden&titel=Lemon+Tree&cat=s. Läst 4 juli 2011.
9. ↑  ”Listplacering”. https://charts.nz/showitem.asp?interpret=Fool%27s+Garden&titel=Lemon+Tree&cat=s. Läst 4 juli 2011.
10. ↑  ”Listplacering”. http://hitparade.ch/showitem.asp?interpret=Fool%27s+Garden&titel=Lemon+Tree&cat=s. Läst 4 juli 2011.
11. ↑  ”Listplacering”. Arkiverad från originalet den 4 december 2011. https://web.archive.org/web/20111204172143/http://www.chartstats.com/songinfo.php?id=24366. Läst 4 juli 2011.
12. ↑  ”Listplacering”. Arkiverad från originalet den 8 april 2016. https://web.archive.org/web/20160408041352/http://hitparad.se/showitem.asp?interpret=Fool%27s+Garden&titel=Lemon+Tree&cat=s. Läst 4 juli 2011.
13. ↑  ”Listplacering”. Arkiverad från originalet den 3 september 2017. https://web.archive.org/web/20170903210350/http://musicline.de/de/chartverfolgung_summary/artist/Fool%2527s+Garden/single. Läst 4 juli 2011.
14. ↑  ”Listplacering”. http://austriancharts.at/showitem.asp?interpret=Fool%27s+Garden&titel=Lemon+Tree&cat=s. Läst 4 juli 2011.